# 阻遏蛋白

乳糖操纵子图解：1：RNA聚合酶；2：乳糖抑制子；3：启动子；4：操纵基因；5：乳糖；6：lacZ基因；7：lacY基因；8：lacA基因

在分子遺傳學中，阻遏蛋白，又称为抑制子（英文：Repressor）是指一種DNA或RNA結合蛋白，通過與操縱子或相關的沉默子結合來抑制一個或多個基因的表達。DNA結合阻遏子阻止RNA聚合酶與啟動子的連接，從而防止基因轉錄成信使RNA。可與RNA結合的阻遏子與mRNA結合並阻止mRNA轉譯為蛋白質。這種對基因表達的阻擋或減低稱為抑制。

## 功能
如果存在誘導物，即啟動基因表達的分子，則它可以與阻遏蛋白相互作用並將其與操縱子分離。 然後RNA聚合酶可以轉錄信息（表達基因）。 共阻遏蛋白是一種分子，可以與阻遏蛋白結合併使其與操縱子緊密結合，從而減少轉錄。
與共阻遏蛋白結合的阻遏蛋白稱為 aporepressor 或非活性抑制因子。其中一種抑制因子是trp抑制因子，它是細菌中一種重要的新陳代謝蛋白質。上述抑制機制是一種回饋機制，因為它只允許在特定的條件下發生轉錄：特定誘導因子的存在。相反地，活性抑制因子會直接與操作者結合來抑制基因的表達。
雖然阻遏蛋白在原核生物中更常見，但它們在真核生物中很少見。 此外，大多數已知的真核抑制因子存在於簡單的生物體（例如酵母）中，並通過直接與激活因子相互作用而發揮作用。 這與也可以改變 DNA 或 RNA 結構的原核阻遏蛋白形成對比。
真核基因組中的DNA區域稱為沉默子。這些DNA序列與阻遏物結合以部分或完全抑制基因。沉默子可以位於基因實際啟動子上游或下游的幾個鹼基處。阻遏蛋白還可以有兩個結合位點：一個用於沉默子區域，一個用於啟動子。這會導致染色體成環，使啟動子區域和沈默子區域彼此靠近。

## 阻遏蛋白的例子

### 乳糖操縱子阻遏蛋白
lacZYA操縱子容納了編碼乳糖分解所需的蛋白質的基因。lacI基因編碼一種稱為「阻遏蛋白 」或「乳糖阻遏蛋白 」的蛋白質，其功能是抑制乳糖操縱子。lacI基因位於lacZYA的上游，但由lacI啟動子轉錄。lacI 基因合成 LacI 抑制蛋白。LacI 抑制蛋白透過與操縱子序列lacO結合來抑制lacZYA。
乳糖抑制子是構成性表達的，通常與啟動子的操縱子區域結合，干擾RNA聚合酶（RNAP）開始轉錄乳糖操縱子的能力。在誘導劑異乳糖 (allolactose) 的存在下，阻遏蛋白會改變構象，降低其DNA結合強度，並與乳糖操縱子啟動子區的操縱子DNA序列解離。之後，RNA聚合酶就能與啟動子結合，開始轉錄lacZYA基因。

## 外部連結
- 醫學主題詞表（MeSH）：Repressor+Proteins